# 李頤
李頤（1542年—1602年），字惟貞、一字惟禎，號及泉，江西承宣布政使司饒州府餘干縣（今江西省餘干縣）人，明朝政治人物，隆慶戊辰進士，官至工部侍郎。

## 生平
隆庆元年（1567年）江西乡试中第三十七名举人。隆庆二年（1568年）聯捷戊辰科會試第177名，三甲第二名進士，授职中书舍人。萬曆初年，授陕西道監察御史。同官胡涍、景嵩、韩必显，给事中雒遵相继獲罪，他上疏相救未果。之後負責清理湖广、广西军队，上疏请求免除士民远戍之苦，只充军邻近的卫所，得到批准。万历四年（1576年），因违背张居正意愿，被外遷，任浙江湖州府知府。万历八年，任苏松兵备副使。万历十一年，升任湖广按察使。郧阳兵变時，知府沈鈇被治罪，李颐上疏为他申辩冤情，并秘密杀死带头叛乱的人。因母喪丁憂去職。
服丧期满，官复原职。万历十七年（1589年），李頤出任陕西按察使。万历二十年（1592年），升任河南右布政使。同年，以都察院右佥都御史、巡抚顺天。再升为右副都御史。因定兵亂有功，升任兵部右侍郎。长昂骄横，李颐与总兵王保将其心腹小郎儿等七人抓住，叛贼于是害怕。不久，其别部伯牙入寇，李颐率领将士将其击败于罗文峪，升任兵部左侍郎。万历二十九年（1601年），升右都御史。
當時，朝廷派往使者到各地征收矿税。马堂驻于天津，王忠驻守昌平，王虎驻保定，张晔驻通州。李颐上疏道：“燕京是王气所钟之地，离陵寝也近，一开凿必定损伤灵气。”又稱：“畿辅土地荒芜，收成不高，而敕令使者索求却不遗余力，恐怕临清变乱惨剧，将会重新上演。”不久，辽东税使高淮诬蔑弹劾山海同知罗大器，李颐再一次上疏反对征收矿税，并暗示万历怠政，称：“朝廷监官，外省的僚属，起初并没有统摄，况且辽阳的矿税与蓟门又有何关系？假若都效法高淮所为，官吏将无法归类处理。皇上执掌天下的权力，现在尽落入宦官，早上上奏，下午回报，如同声音的回响。纵使所弹劾的人应当治罪，以什么名义呢？更何况无辜之人，被暴虐的摧残。”所上奏疏皆无下文。李颐在镇任职十年，威望大增。宦官害怕李颐名望，故而畿辅百姓的日子稍微安宁。万历二十九年（1601年），他以工部右侍郎之职代刘东星管理河道。他上疏建议上筑决口，下疏故道，为长远打算。两个月后，因积劳成疾，卒于任内。赠兵部尚书。

## 事跡
李颐为官三十多年，车行简陋，布衣蔬食。初为御史时，首先请求在文庙祭祀胡居仁，未获批准。看见胡居仁的孙子胡希祖年幼贫苦，就将女儿许配给他，并在家中抚养。弟李谦早亡，他将自己荫庇传给其子。

## 家族
曾祖李璁，壽官。祖父李伯卿，州同知。父李思，监生。母张氏。慈侍下。兄李豫。弟李谦、李豐、李觀、李需、李大壮、李橹、李城、李灵。

## 延伸阅读
[在维基数据编辑]
 《國朝獻徵錄·卷之五十七》，出自焦竑《國朝獻徵錄》
 《明史卷二百二十七》，出自《明史》

| 官衔          | 官衔                                      | 官衔          |
| ------------- | ----------------------------------------- | ------------- |
| 前任： 史朝鉉 | 明朝浙江湖州府知府 萬曆七年（1579年）上任 | 繼任： 熊汝器 |